# Anagarika
Anagarika – termin w buddyzmie therawady odnoszący się do świeckiego pomocnika mnicha. Reguła klasztorna Vinaya zabrania mnichom korzystania z wielu świeckich aktywności takich jak na przykład używanie pieniędzy, przemieszczanie się do innych lokalizacji, więc świecki pomocnik stanowi niejako łącznik wypełniający powstałą w ten sposób lukę. Wszyscy anagarikowie przyjmują Osiem Wskazań i często, choć nie zawsze, mają intencję przyjęcia święceń mnisich w późniejszym czasie.
Anagarika oznacza człowieka, który odchodzi z domu w bezdomność. Oznacza to porzucenie i wyrzeczenie się, gdyż życie bezdomnego, to życie religijnego poszukiwacza, który poświęca się realizowaniu prawdy. To ten, który wyrzeka się, przyjmuje wskazania, które ograniczają i pomagają zapanować nad energiami, co sprawia, że nie jest on już dłużej rozpraszany, i może skoncentrować swój umysł na Prawdzie – co nazywamy dążeniem do nieuwarunkowanego, Nibbany.